# Kitarubeki Sekai
Kitarubeki Sekai (jap. 来るべき世界, dt. „Die wohl zukünftige Welt“) ist ein Manga von Osamu Tezuka. Der 1951 veröffentlichte Science-Fiction-Manga umfasst rund 300 Seiten.

## Handlung
Die Geschichte spielt hauptsächlich in der Uran-Federation, der „Republik der Sterne“, in Japan, sowie auf einer kleinen Insel, wo der Wissenschaftler Dr. Yamadano ein seltsames Wesen entdeckt. Dieses ist weder Tier noch Mensch und nennt sich Fumoon. Es entstand durch Kernwaffenversuche der Menschen. Yamadano nimmt das Wesen mit nach Hause. Der Freizeitdetektiv Higeoyaji kommt ihm auf die Schliche und wird vom Fumoon mit dessen übernatürlichen Kräften in die Uran-Federation geschickt, wo er schnellstens eingesperrt und zu Schwerstarbeit gezwungen wird.
Zwischen der Uran-Federation und der Republik der Sterne herrscht Krieg. Ein Junge aus der Republik der Sterne namens Rock wird so zu einem Attentäter ausgebildet, wird in der Uran-Federation allerdings gefasst. Higeoyajis Neffe Kenichi ist auf der Suche nach seinem Onkel und freundet sich dabei mit einem Fumoon an. Die Fumoons planen eine Weltherrschaft.

## Entstehung
Neben Metropolis und Lost World wird Kitarubeki Sekai zu einem Zyklus früher Science-Fiction-Werke Tezukas gezählt. Wie auch die beiden anderen Mangas wurden der Titel und das Konzept von Kitarubeki Sekai von einem Film inspiriert, den Tezuka selbst nicht gesehen hatte, hier Was kommen wird (1938), der in seiner japanischen Fassung denselben Titel wie der Manga trägt.
Während die Geschichte ungefähr 300 Manga-Seiten umfasst, soll sie ursprünglich auf 700 Seiten angelegt worden sein. 400 Seiten wurden gekürzt, da der Redakteur des Mangas der Meinung war, 700 Seiten wären eine zu lange Geschichte für einen Comic. Trotzdem war Kitarubeki Sekai die bis dahin längste Manga-Veröffentlichung Tezukas. Viele der über 20 für die Handlung wichtigen Figuren sind Charaktere aus Tezukas Star System, also solche, die er auch in vielen anderen Manga aus seinem Werk verwendete.

## Veröffentlichungen
Kitarubeki Sekai umfasst zwei Taschenbücher, Akahon, mit je über 160 Seiten. Diese wurden im Januar und Februar 1951 in Japan beim Verlag Fuji Shobō veröffentlicht. Nachdrucke erschienen 1976 bei Seirindō, 1980 bei Meicho Kankōka und 1999 bei Fusion Product. Neuauflagen erschienen 1972 in der Reihe Shōnen Manga Gekijō im Shiroku-Format (127 mm × 188 mm) bei Chikuma Shoten, 1977/8 bei Kōdansha, 1990 als Einbänder im Duodezimo-Format bei Shōgakukan und 1995 als Einbänder im Bunko-Format bei Kadokawa Shoten.
Im Herbst 2003 erschien der Manga unter dem Titel Next World auf Englisch bei Dark Horse Comics. Eine französische Übersetzung publizierte Taifu Comics.

## Rezeption
Susanne Phillipps sah in dem Manga Anspielungen auf die politischen Ereignisse zur Zeit seiner Entstehung: „allen voran den überraschenden Ausbruch des Korea-Krieges und die Angst vor dessen Ausweitung auf andere Staaten, die Unterzeichnung des Friedensvertrags von San Francisco und des Sicherheitspaktes zwischen Japan und den USA.“
Jason Thompson sah in dem Manga einen typischen Vertreter für Tezukas frühe Karriere: „verrückt, karikaturistisch, unlogisch und unendlich einfallsreich, mit Andeutungen an die reife Brillanz, die folgen sollte.“